# 日本流通産業新聞社
株式会社日本流通産業新聞社（にほんりゅうつうさんぎょうしんぶんしゃ）は、日本の新聞社。

## 概要
1983年9月設立。日本流通産業新聞や日本ネット経済新聞を発行している。また、ダイレクト・マーケティング・フェア（主催 ダイレクト・マーケティング・フェア実行委員会、後援 日本通信販売協会 日本健康・栄養食品協会）の運営を行なっている。

## 略歴
- 1983年9月 訪販新聞創刊
- 1983年11月 東京都中央区銀座に株式会社日本訪問販売新聞社を設立
- 1984年6月 東京都中央区日本橋茅場町にオフィスを移転
- 1984年7月 通信販売業界の専門紙、通販日本を創刊 (のちにDMニュースに題号変更）
- 1984年12月 東京都中央区日本橋兜町に編集部を開設
- 1987年10月 虎ノ門パストラルにて業界初の見本市「訪販フェア‘87」開催
- 1988年5月 訪販フェア‘88開催
- 1992年10月 日本流通産業新聞社へ改名。訪販新聞とDMニュースを合併し、日本流通産業新聞を創刊
- 1993年6月 訪販フェアを流通産業フェアに名称変更
- 1998年9月  流通産業フェアをダイレクト・マーケティング・フェアへ改名。ダイレクト・マーケティング・フェア98、ビジネスチャンスフェア98を開催
- 2003年10月 ダイレクト・マーケティング・フェア2003、ビジネスチャンスフェア2003を開催
- 2007年1月 日流eコマース創刊
- 2011年6月23日 日本ネット経済新聞創刊（旧・週刊日流ｅコマース）